# Flavien Enzo Boyomo
Flavien Enzo Boyomo (Toulouse, 7 oktober 2001) is een Kameroens voetballer die bij voorkeur als centrale verdediger speelt. Hij tekende in 2024 voor CA Osasuna. In 2024 debuteerde Boyomo voor Kameroen.

## Clubcarrière
Blackburn Rovers haalde Boyomo in 2016 weg bij Toulouse, de club uit zijn geboortestad. In 2020 trok hij naar Spanje en tekende hij bij Albacete. In juli 2023 werd de Kameroener verkocht aan Real Valladolid. Op 29 augustus 2024 tekenbde Boyomo een vijfjarig contract bij CA Osasuna.

## Interlandcarrière
Op 19 november 2024 debuteerde Boyomo voor Kameroen tegen Zimbabwe. Hij speelde de volledige wedstrijd.